# Diecezja Catanduva
Diecezja Catanduva (łac. Dioecesis Catanduvensis) – diecezja Kościoła rzymskokatolickiego w Brazylii. Należy do metropolii São José do Rio Preto, wchodzi w skład regionu kościelnego Sul 1. Została erygowana przez papieża Jana Pawła II bullą Venerabiles Fratres w dniu 9 lutego 2000.

## Główne świątynie
- Katedra: Katedra Matki Bożej z Aparecidy w Catanduvie

## Biskupi diecezjalni
- Antônio Celso Queiroz (2000–2009)
- Otacílio Luziano Da Silva (2009–2018)
- Valdir Mamede (2019–2023)
- José Benedito Cardoso (od 2024)